# سیلامور (آرکانزاس)
سیلامور (به انگلیسی: Sylamore) یک منطقهٔ مسکونی در ایالات متحده آمریکا است که در شهرستان ایزارد، آرکانزاس واقع شده‌است. سیلامور ۱۰۳٫۰۲ متر بالاتر از سطح دریا واقع شده‌است.